# بکش یا بمیر
بکش یا بمیر (ایتالیایی: Uccidi o muori) یک وسترن اسپاگتی ایتالیایی به کارگردانی تانیو بوچا است که در سال ۱۹۶۶ منتشر شد.

## بازیگران
- راد دینا
- گوردون میچل
- آندرئا بوزیچ
- آلبرتو فارنزه
- بنیامینو ماجو
- فوریو منیکونی
- رمو کاپیتانی
- رناتو ترا